# Жан II д’Аркур
Жан II д’Аркур (фр. Jean II d'Harcourt; ум. 21 декабря 1302), по прозвищу Храбрец (le Preux) — французский военачальник, сеньор д’Аркур, барон д’Эльбёф, виконт де Шательро, маршал Франции и адмирал.

## Биография
Сын Жана I Доблестного, сеньора д’Аркур, и Алисы де Бомон.
Маршал Франции с 1283 года. Участвовал в арагонском крестовом походе, и вместе с коннетаблем Раулем де Нелем руководил осадой Жероны. 15 августа 1285 года при сопровождении армейского конвоя д’Аркур и де Нель были атакованы королём Педро III Арагонским, устроившим засаду между Баньолем и Жироной. Французы отразили нападение, а король Арагона был ранен в этом бою. Жирона сдалась 7 сентября, но хроника Сен-Дени обвиняет д’Аркура в неоказании помощи французскому отряду, потерпевшему жестокое поражение под стенами Росаса от арагонских моряков Роже де Лауриа.
Во время англо-французской войны 1294—1298 вместе с Матье IV де Монморанси был в 1295 назначен адмиралом и получил под командование эскадру из 66 кораблей с 70 рыцарями, 400 оруженосцами, и 1050 пехотинцами. С этими силами он должен был атаковать английское побережье, но, в отличие от Монморанси, ограничился крейсерством вдоль берегов Фландрии и захватом купеческих кораблей. Филипп IV Красивый посчитал, что д’Аркур не выполнил его распоряжение, и отдал адмирала под суд за этот и предыдущие проступки.
В 1301 отправился вместе с Карлом Валуа в итальянский поход, и умер на обратном пути в Южной Италии 21 декабря 1302.

## Семья
1-я жена: Агнеса Лотарингская, дочь Ферри III, герцога Лотарингии, и Маргариты Шампанской
2-я жена (ок. 1275): Жанна, виконтесса де Шательро, дама де Лильбон (1243/1247 — 1315), дочь Жана, виконта де Шательро, и Матильды де Даммартен, вдова Жоффруа де Лузиньяна, сеньора де Жарнак и де Шато-Ларшер.
Дети:
- Жан III (ум. 1329), сеньор д’Аркур, барон д’Эльбёф, виконт де Шательро
- Жанна (ум. после 1346). Муж: Анри IV, сеньор д'Авогур, де Гоэло и де Майен
- Маргарита. Муж 1): Роберт, сеньор де Буленвиль; 2): Рауль д’Эстутвиль, сеньор де Рам